# تيار النقل
تيار النقل MPEG (بالإنجليزية: MPEG transport stream)‏ أو الدفق. هو تنسيق حاويات قياسي لنقل وتخزين الصوت والفيديو والبيانات ويستخدم في أنظمة البث مثل DVB، ATSC وIPTV.
يحدد تيار النقل شكل حاوية التغليف (امتداد الملف سواء كان فيديو اوصوت أو بيانات)، مع تصحيح الخطأ وتزامن التيار للحفاظ على سلامة النقل عند تحليل الإشارة.
وكل امتداد توجد طريقة معينة لصنعه وبالتالي فهناك طريقة معينة لقراءته الأمر الذي جعل لبعض الامتدادات برامج معينة لقرائتها
وهذا الأمر يسمى بالترميز ترميز Codec

## عائلة MPEG
1. المبتكر: مجموعة من الخبراء والاتحاد الدولي للاتصالات
2. الاستخدام: متنوع
3. المشغل: أغلب المشغلات

- M-JEPG اختصار لـ Motion JPEG

من الاسم يتوضح لنا أن هناك علاقة بين هذا الامتداد الخاص بالفيديو وامتداد JEPG أو JPG الخاص بالصور التي كانت اساس إنتاج هذه الصيغة
الاستخدام: الكاميرات الرقمية، الكمبيوتر، الانترنت، وأجهزة الألعاب.
- MPEG-1

هذا الامتداد هو الأكثر شيوعاً واستخداماً لكونه يعمل على معظم الأجهزة ولا يحتاج لجهاز ذو متطلبات تقنية عالية لقرائته
هذا الامتداد ينتج عن طريق مزامنة الصوت مع الفيديو ومن ثم ترميز الفيديو، ويتم ترميز الصوت بإحدى الترميزات التالية (MP1/MP2/MP3).
الاستخدام: عمل أقراص الفيديو VCD
- MPEG-2

هذا الامتداد أكثر تطوراً وتعقيداً وبالتالي فهو لا يعمل على أي جهاز إلا إن كان يحوي المتطلبات التقنية المطلوبة
هذا الامتداد ينتج عن طريقة ترميز فيديو معقدة جداً تتم في أكثر من خطوة ويتم ترميز الصوت بإحدى ترميزات الـMPEG-1 ومن ثم يتم إعادة ترميزها للتوزع على عدة قنوات صوتية وأخيراً يتم ترميزها بترميز AAC والشبيه بالـMP3 قليلاً
الاستخدام: عمل أقراص ديفيدي دي في دي
- MPEG-3 MPEG-5 MPEG-6

```
توقف العمل بها لغايات اكتشف أنه يمكن الوصول إليها بواسطة التقنية السابقة MPEG-2
```

- MPEG-4

ابتكرت هذه التقنية لعدة اسباب منها محاربة انتهاك حقوق الملكية وكذلك تطوير ترميز ذو جودة أعلى ودعم أكبر للكثير من التقنيات المتطورة كالتلفاز الرقمي رقمي والرسوميات المتطورة
الاستخدام: متنوع (الإنترنت – الجوال – الأجهزة الكفية)
- MPEG-7

تقنية جديدة ومتطورة محدودة الانتشار على مجالات معينة وهو الجيل الرقمي
الاستخدام:
المكتبات الرقمية: مثل المكتبات الموسيقية ومكتبات الفيديو ومكتبات الصور
دليل الخدمات المتعددة الوسائط: مثل الصفحات الصفراء
برامج الإعلام الاختيارية: مثل إذاعات الراديو وقنوات التلفاز المدفوعة
التحرير المتعدد الوسائط: مثل خدمة الأخبار الشخصية الإلكترونية
الخدمات الأمنية: مثل مراقبة حركة السيارات
التجارة الإلكترونية: مثل عملية تفتيش المنتجات
الخدمات الثقافية: كالمتاحف والمعارض الفنية
الخدمات التعليمية
الخدمات الطبية الحيوية
- MPEG-21

وهو تقنية سابقة لأوانها تهدف لتسجيل الحقوق.